# Argentinomyia lanei
Argentinomyia lanei är en tvåvingeart som först beskrevs av Fluke 1936.  Argentinomyia lanei ingår i släktet Argentinomyia och familjen blomflugor. Inga underarter finns listade i Catalogue of Life.